# ¡Pesadillaaa...!
¡Pesadillaaa...! es una historieta publicada en 1994 del dibujante de cómics español Francisco Ibáñez perteneciente a la serie Mortadelo y Filemón

## Trayectoria editorial
Publicada en 1994 en Magos del humor (número 58). En 1996 se empezó a publicar en la revista Mortadelo Extra número 65, pero la revista se canceló antes de terminar la serialización. Más tarde apareció en el número 124 de la Colección Olé.

## Sinopsis
El profesor Bacterio inventa un aparato para que la gente tenga sueños felices; sin embargo, los sueños se convierten en pesadillas terroríficas que, además, se vuelven corpóreas.
Todas estas pesadillas estarán protagonizadas por el mismo sujeto: Freddyrico Krugidoff (que por su nombre y apariencia vemos que se trata de una parodia del asesino de Pesadilla en Elm Street, Freddy Krueger).
Mortadelo y Filemón, así como el Súper y la Ofelia, intentarán por todos los medios no quedarse dormidos, evitando caer en estas horribles pesadillas. Para desgracia de todos, esto les resultará una tarea poco menos que imposible.

## Crítica
Según Soto, la historieta «mantiene cierto interés por el desarrollo surreal de las escenas».